# Mylabris tibialis
Mylabris tibialis es una especie de coleóptero de la familia Meloidae.

## Distribución geográfica
Habita en Senegal.